# Pinar del Río
o ato de pinar (fazer amor) no rio ou ate fazer o pino no rio
Pinar del Río (em português Pinhal do Rio) é um município e cidade de Cuba pertencente à província de homônima, no oeste do país. Tem uma área de 70,7 km². A cidade foi originalmente fundada pelos espanhóis como Nueva Filipina, e foi renomeada para Pinar del Río em 1774. 
Sua população é de 139 336 habitantes (censo de 2002) e seus habitantes são chamados pinareños.
Pinar del Río está localizada em uma grande área de plantação de tabaco, é um centro da indústria de cigarro e é famosa pelo mais caros e melhores charutos do mundo.

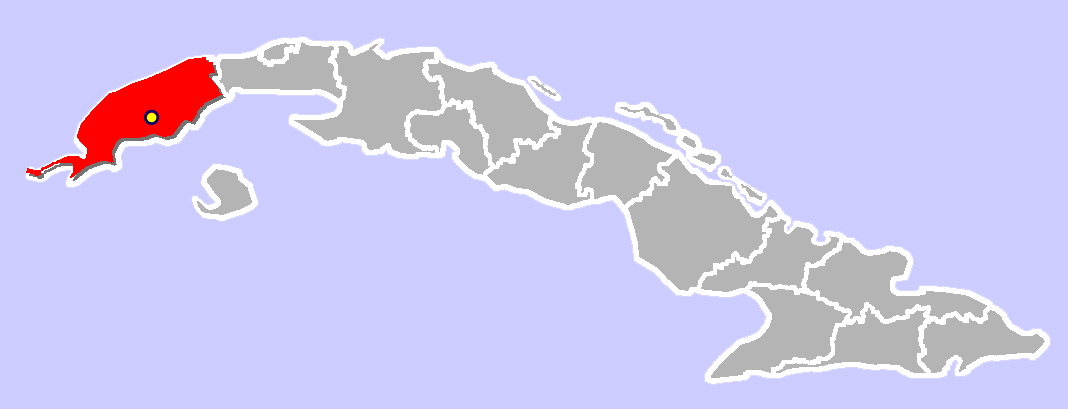
Localização de Pinar del Río

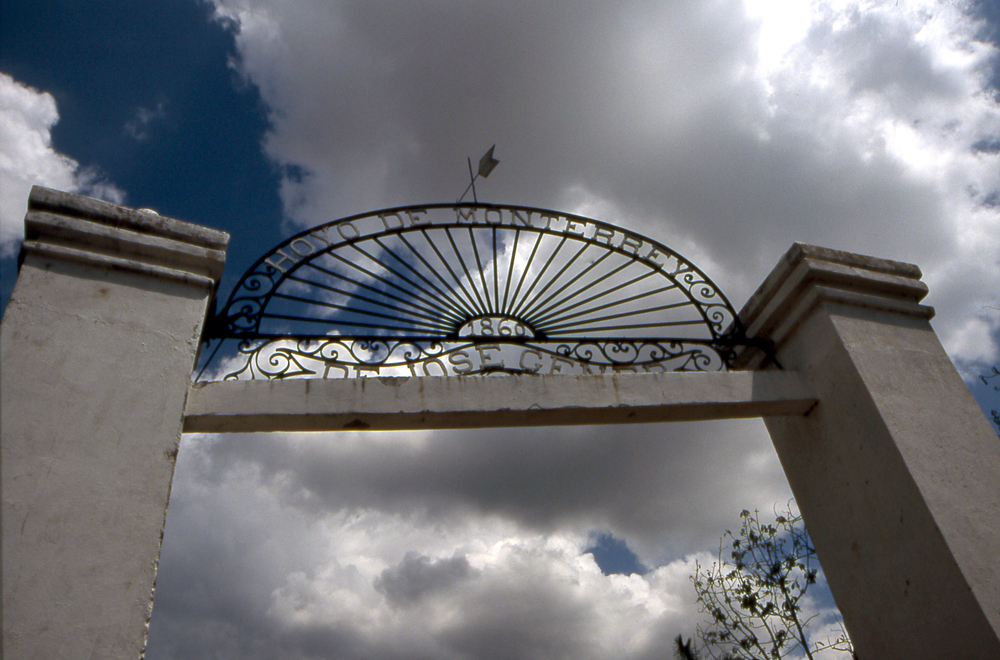
Fábrica de cigarro em Pinar del Río